# 伊尔门塞
伊尔门塞是德国巴登-符腾堡州的一个市镇。总面积24.92平方公里，总人口1973人，其中男性992人，女性981人（2011年12月31日），人口密度79人/平方公里。